# Dipturus gudgeri
Dipturus gudgeri  (лат.) — вид хрящевых рыб семейства ромбовых скатов отряда скатообразных. Обитают в умеренных водах восточной части Индийского и юго-западной части Тихого океанов между 28° ю. ш. и 44° ю. ш. Встречаются на глубине до 700 м. Их крупные, уплощённые грудные плавники образуют диск в виде ромба со удлинённым и заострённым рылом. Максимальная зарегистрированная длина 140 см. Откладывают яйца.

## Таксономия
Впервые вид был научно описан в 1940 году. Голотип представляет собой особь, пойманную у берегов Западной Австралии на глубине 365 м в 1913 году. Вид назван в честь Юджина Уиллиса Гаджера (1866—1856) из Американского музея естественной истории. 

## Ареал
Эти батидемерсальные скаты являются эндемиками вод Австралии (Западная Австралия, Новый Южный Уэльс). Встречаются на внешнем крае континентального шельфа и в верхней части материкового склона на глубине от 160 до 700 м, наиболее распространены в диапазоне 400—550 м.

## Описание
Широкие и плоские грудные плавники этих скатов образуют ромбический диск с округлым рылом и закруглёнными краями. На вентральной стороне диска расположены 5 жаберных щелей, ноздри и рот. На длинном хвосте имеются латеральные складки. У этих скатов 2 редуцированных спинных плавника и редуцированный хвостовой плавник.
Максимальная зарегистрированная длина 185 см.

## Биология
Подобно прочим ромбовым эти скаты откладывают яйца, заключённые в жёсткую роговую капсулу с выступами на концах. Эмбрионы питаются исключительно желтком. Самцы достигают половой зрелости при длине 127 см. Продолжительность жизни оценивается в 16 лет.

## Взаимодействие с человеком
Не являются объектом целевого промысла. Могут попадаться в качестве прилова. Мясо крупных особей поступает на местные рынки. Международный союз охраны природы присвоил виду охранный статус «Близкий к уязвимому положению».